# هولکی سانار
هولکی سانار (ترکی استانبولی: Hulki Saner؛ ۱۴ فوریه ۱۹۲۳ – ۲۰ ژوئیهٔ ۲۰۰۵) تهیه‌کننده و فیلم‌نامه‌نویس اهل ترکیه بود. او از سال ۱۹۵۷ تا ۱۹۸۷ در ساخت بیش از یکصد فیلم مشارکت داشت و به خاطر کارگردانی مجموعه فیلم‌هایی با حضور شخصیتی به نام «توریست عمر» شناخته می‌شود.